# Augusto César Moreira
Augusto César dos Santos Moreira, noto semplicemente come Augusto César (Porto Alegre, 6 agosto 1992), è un calciatore brasiliano, centrocampista del São José-RS.

## Caratteristiche tecniche
È un mediano che può giocare anche al centro della difesa.

## Carriera
Cresciuto nel settore giovanile dell'Internacional, ha esordito in prima squadra il 16 gennaio 2011 in occasione del match di Campionato Gaúcho perso 1-0 contro il Cruzeiro-RS.